# راوند أب ريدي
راوند أب ريدي (Roundup Ready) هي علامة تجارية لشركة مونسانتو Monsanto الحاصلة على براءة اختراع لإنتاج بذور محاصيل معدلة وراثياً ومقاومة لمبيدات الأعشاب التي أساسها الغليفوسات المعروفة بـ (راوند أب).

## تاريخ
في عام 1996م، أصبح فول الصويا المعدّل وراثياً المنتج بعلامة راوند أب ريدي والمقاوم لـمبيد راوند أب متاحاً تجارياً، تلاه ذرة من نوع راوند أب ريدي في عام 1998م. تشمل المحاصيل تحت علامة راوند أب ريدي حالياً فول الصويا والذرة وزيت الكانولا والشمندر السكري و القطن و البرسيم  مع القمح  الذي لا يزال قيد التطوير. تتوفر معلومات إضافية عن المحاصيل راوند أب ريدي في قائمة المحاصيل المعدلة وراثياً. اعتباراً من عام 2005م، تمت زراعة 87٪ من حقول فول الصويا الأمريكية بأصناف مقاومة للغليفوسات.
بينما أدى استخدام محاصيل راوند أب ريدي إلى زيادة استخدام مبيدات الأعشاب مقاسة بالجنيه لكل فدان،  فقد غيّر أيضاً ملف استخدام مبيدات الأعشاب بعيداً عن الأترازين والميتريبوزين والألاكلور  والتي من المرجح أن تكون موجودة في المياه الجارية. 
منع أمر قضائي في قضية مركز سلامة الغذاء ضد وزارة الزراعة الأميريكية في سبتمبر 2010م المزارعين من زراعة الشمندر السكري لـ Roundup في جميع أنحاء الولايات المتحدة حتى يتم تقديم تقرير الأثر البيئي، مما أثار بعض المخاوف من نقص السكر. أكملت وزارة الزراعة الأمريكية دراسة الأثر البيئي لشمندر السكر راوند أب ريدي في عام 2012م وخلصت إلى أنه آمن، وفي ذلك الوقت تم تحريرها.
في عام 2016م، قدمت مونسانتو فول الصويا راوند أب ريدي إكستيند, المعدل ليقاوم كل من ديكامبا dicamba والغليفوسات. تمت زراعة فول الصويا إكستيند على مساحة 1 مليون فدان في عام 2016م، وبحلول عام 2020م كان من المتوقع زراعته على مساحة 50 مليون فدان.

## براءات الاختراع
انتهت صلاحية براءة الاختراع الأمريكية لفول الصويا راوند أب ريدي في عام 2014م. ومن المقرر أن تنتهي صلاحية براءة اختراع زيت الكانولا الأمريكية راوند أب ريدي في 26 أبريل 2022م. يعتمد فيلم 2020 film Percy على معركة قانونية للمزارع الكندي بيرسي شميزر Percy Schmeiser ضد شركة مونسانتو بشأن براءة اختراع زيت كانولاراوند أب ريدي.

## الهندسة الوراثية
تحتوي بعض الكائنات الحية الدقيقة على نسخة من
5-enolpyruvylshikimate-3-phosphate synthase (EPSPS: EC 2.5.1.19, 3-phosphoshikimate 1-carboxyvinyltransferase; 5-enolpyruvylshikimate-3-phosphate synthetase; phosphoenolpyruvate:3-phosphoshikimate 5-O-(1-carboxyvinyl)-transferase)
المقاوم لتثبيط الغليفوسات.حيث تم عزل النسخة المستخدمة في المحاصيل المعدلة وراثيا من أجرعيةAgrobacterium ذات السلالة CP4 (CP4 EPSPS) المقاومة للغليفوسات. تم استنساخ جين
CP4 EPSPS وإدخاله في فول الصويا. تم تصميم جين CP4 EPSPS للتعبير النباتي عن طريق دمج الطرف 5 ' من الجين في ببتيد عبور خاص بالبلاستيدات الخضراء المشتق من البطونية petunia . تم استخدام هذا الببتيد العابر لأنه أظهر سابقاً قدرة على توصيل EPSPS البكتيرية إلى البلاستيدات الخضراء للنباتات الأخرى. كان البلازميد المستخدم لنقل الجين إلى فول الصويا هو PV-GMGTO4. احتوى على ثلاثة جينات بكتيرية، وجينان CP4 EPSPS, وجين يشفر بيتا جلوكورونيداز (GUS) منالإشريكية القولونية كعلامة. تم حقن الحمض النووي في فول الصويا باستخدام طريقة تسريع الجسيمات أو «بندقية الجينات». تم استخدام صنف فول الصويا A54O3 للتحول. تم استخدام التعبير عن جين GUS كدليل أولي على التحول. تم الكشف عن تعبير GUS من خلال طريقة تلطيخ يقوم فيها إنزيم GUS بتحويل ركيزة إلى راسب أزرق. ثم تم أخذ تلك النباتات التي أظهرت تعبير GUS ورشها بالغليفوسات وتم اختبار تحملها على مدى عدة أجيال.

## مطالبات الإنتاجية
في ظل ظروف خاصة تهدف إلى الكشف عن عوامل الإنتاج الجينية فقط، فإن سلالات راوند أب ريدي لديها بالفعل عوائد أسوأ. في عام 1999م أظهرنت مراجعة لمحاصيل فول الصويا راوند أب ريدي أنه، مقارنةً بأعلى الأصناف التقليدية، كان لديها عائد أقل بنسبة 6.7 ٪. هذا ما يسمى «سحب الغلة» يتبع نفس النمط الذي لوحظ عندما يتم إدخال سمات أخرى في فول الصويا عن طريق التربية التقليدية. تدعي شركة مونسانتو أن الأصناف الحاصلة على براءة اختراع في وقت لاحق تنتج 7-11٪ أعلى من أصنافها الأولية ذات الأداء الضعيف، أقرب إلى تلك الموجودة في الزراعة التقليدية، على الرغم من أن الشركة تمتنع عن ذكر المحاصيل الفعلية. ينص طلب شركة مونسانتو لعام 2006م إلى وزارة الزراعة الأمريكية على أن RR2 (mon89788) ينتج 1.6 أقل من A3244, وهو الصنف التقليدي الذي يتم إدخال السمة فيه.
العديد من المحاصيل المعدلة وراثياً لها تغيرات مماثلة في الغلة بسبب أحد الأسباب الشائعة أو كلاهما. تحتوي المحاصيل الجاهزة من راوند أب ريدي على كلا النوعين: سحب العائد بسبب التعديل نفسه الذي يتداخل مع إنتاج الغلة؛ وتأخر الغلة بسبب التأخير في تكاثر أفضل المعلومات الوراثية في محصول جديد من سلالات راوند أب ريدي.
نظراً لأن هذا النوع من الاختبار يتم في ظل ظروف اصطناعية، فإن هذه النتائج لا تنطبق على الظروف الميدانية الفعلية مع تأثير الأعشاب الضارة. عند استخدام حقل حقيقي، تكون مزايا مكافحة الحشائش أكثر أهمية.